# Uloborus vanillarum
Uloborus vanillarum är en spindelart som beskrevs av Vinson 1863. Uloborus vanillarum ingår i släktet Uloborus och familjen krusnätsspindlar.
Artens utbredningsområde är Madagaskar. Inga underarter finns listade i Catalogue of Life.